# 도화초등학교
도화초등학교는 대한민국 전라남도 고흥군 도화면 당오리에 있는 공립 초등학교이다.

## 학교 연혁
- 1926년 11월 9일 도화공립보통학교 개교
- 1938년 4월 1일 도화공립심상소학교로 개칭
- 1941년 4월 1일 도화공립국민학교로 개칭
- 1995년 3월 1일 병설유치원 개원
- 1995년 3월 1일 도화남국민학교, 도화동국민학교 통합
- 1996년 3월 1일 도화초등학교 교명 변경
- 1996년 3월 1일 하도분교장 통합
- 1997년 3월 1일 충무초등학교 통합
- 1998년 3월 1일 흥양초등학교, 가화초등학교 통합
- 1999년 3월 1일 단장분교장 통합
- 2000년 3월 1일 죽도분교장 통합
- 2003년 3월 1일 지죽분교장 통합
- 2020년 1월 9일 제91회 19명 졸업(총 9,226명 배출)
- 2020년 3월 1일 제30대 배영희 교장 취임

## 학교 상징
- 교화 - 동백(강한 의지와 인내심) : 추운 겨울을 지내고 꽃을 피우는 동백처럼 꿈을 이루기 위해 어려움에도 흔들리지 않는 강한 의지와 인내심을 갖고 노력하는 사람을 기르기 위함이다.
- 교목 - 향나무(향기와 강건한 지조) : 일 년 내내 푸름과 진한 향기, 단단한 목재를 내어주는 향나무처럼 향기와 강건한 지조를 갖추는 사람을 기르기 위함이다.
- 교색 - 청색(굳세고 바른 기상) : 본교의 지리적 위치를 반영하여 바다를 뜻하고, 또한 굳세고 바른 기상을 갖추는 사람을 기르기 위함이다.

## 참고 자료
- 도화초등학교 - 한국교육학술정보원 학교알리미